# Polydactylus malagasyensis
Polydactylus malagasyensis är en fiskart som beskrevs av Hiroyuki Motomura och Iwatsuki 2001. Polydactylus malagasyensis ingår i släktet Polydactylus och familjen Polynemidae. Inga underarter finns listade i Catalogue of Life.